# Ingemar Haraldsson
Ingemar Haraldsson (ur. 3 lutego 1928 - marzec 2004) – szwedzki piłkarz, bramkarz. Srebrny medalista MŚ 1958.

## Kariera klubowa
Ingemar Haraldsson podczas piłkarskiej kariery występował w IF Elfsborg. Z Elfsborgiem zdobył mistrzostwo Szwecji w 1961.

## Kariera reprezentacyjna
W 1958 roku Haraldsson był w kadrze na mistrzostwa świata. Nigdy nie zdołał zadebiutować w reprezentacji Szwecji.